# Nina Brandhoff
Nina Brandhoff (* 10. September 1974 in Berlin) ist eine deutsche Filmschauspielerin und Autorin.

## Leben
Nina Brandhoff wurde Mitte der 1990er Jahre als Fernseh-Schauspielerin tätig und studierte bis 1999 am Schauspiel München. Danach absolvierte sie ein Studium der Kommunikationswissenschaften an der Ludwig-Maximilians-Universität. Zu ihren Arbeiten als Schauspielerin gehören überwiegend Fernsehserien-Episoden und Fernsehfilme.
2007 erschien beim Rowohlt Verlag ihr Debütroman Küssen in Serie.

## Filmografie (Auswahl)
- 2001: Am Anfang war die Eifersucht
- 2004–2016: Um Himmels Willen (Fernsehserie, 3 Folgen)
- 2005: Tatort: Todesbrücke
- 2006: Das total verrückte Wunderauto
- 2006–2021: Die Rosenheim-Cops (Fernsehserie, 3 Folgen)
- 2008: Pizza und Marmelade
- 2011–2015: Aktenzeichen XY … ungelöst (Fernsehsendung, 4 Folgen)
- 2013: München Mord: Wir sind die Neuen
- 2015: Sophie kocht
- 2019: Mordshunger – Verbrechen und andere Delikatessen (Fernsehserie, eine Folge)
- 2021: Daheim in den Bergen – Brüder

## Bücher
- 2007: Küssen in Serie (Rowohlt)